# Estatua de John Barry
La estatua del Comodoro John Barry es un monumento de bronce esculpido por John J. Boyle y diseñado por el arquitecto Edward Pearce Casey en homenaje al comodoro John Barry.  Se encuentra en plaza Franklin de Washington D. C..  Fue inaugurada el 16 de mayo de 1914.

La inscripción dice: 
COMMODORE UNITED STATES NAVY

BORN COUNTY WEXFORD IRELAND 1745

Como parte de Estatuaria de la Revolución Americana en Washington D. C., la estatua figura en la lista de Registro Nacional de Lugares Históricos.